# Buick Modell 19
Der Buick Modell 19 war ein fünfsitziger Personenkraftwagen, der nur im Modelljahr 1910 von  Buick in den USA als ein Nachfolger des Modells D den größeren Modellen 16 und 17 zur Seite gestellt wurde. Im Folgejahr ersetzte ihn das Modell 21, das auch als Roadster verfügbar war.

## Von Jahr zu Jahr

### Modell 19 (1910)
Das neue Modell 19 hatte den Vierzylinder-Reihenmotor des Modells D, der bei einem Hubraum von 4.179 cm³ eine Leistung von 28,9 bhp (21 kW) abgab. Der Radstand der mit einem Kardanantrieb, Frontmotor und Hinterradantrieb versehenen Tourenwagen betrug, je nach Ausführung, 2.591 mm oder 2.667 mm. Die Wagen besaßen Stirnradgetriebe mit 3 Vorwärtsgängen. Sie wurden serienmäßig mit grünen Karosserien und elfenbeinfarbigen Holzspeichenrädern ausgeliefert.
Das Modell 19 entstand im einzigen Baujahr 4.000 mal. 

### Modell 21 (1911)
Nachfolger des Modells 19 war der wesentlich überarbeitete 21, dessen baugleicher Motor eine Leistung von 40 bhp (29 kW) entwickelte. Im Unterschied zum Vorgänger war der elegante Wagen auch als 3-sitziger Roadster erhältlich. Der Radstand der Wagen betrug einheitlich 2.794 mm. Sie wurden serienmäßig mit grünen Karosserien und cremefarbenen Holzspeichenrädern ausgeliefert.
Das Modell 21 entstand in ca. 3.000 Exemplaren. 1912 entfiel es ersatzlos.

## Quelle
- Kimes, Beverly R. & Clark, Henry A. jun.: Standard Catalog of American Cars 1805–1942. Krause Publications, Iola 1985, ISBN 0-87341-045-9

Im Zeitraum von 1942 bis 1946 gab es aufgrund des Zweiten Weltkrieges nur eine eingeschränkte zivile Fahrzeugproduktion.